# Brunichild

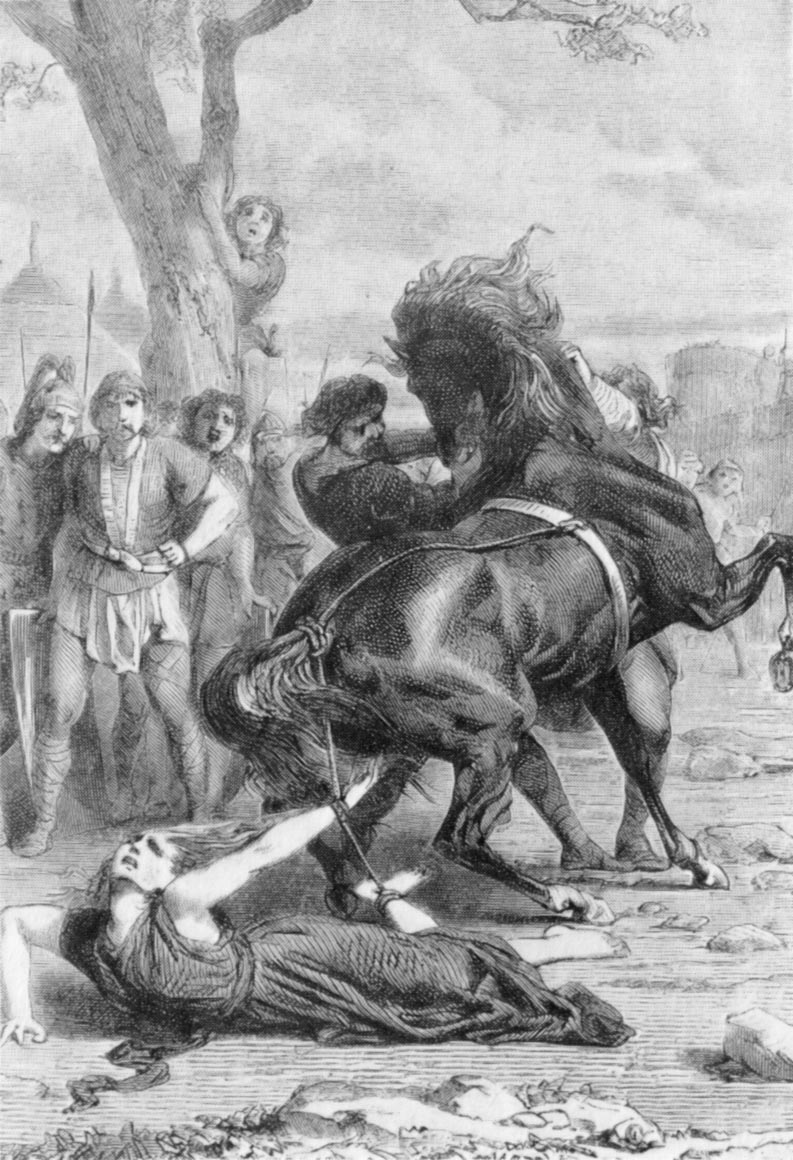
Fantasiedarstellung der Hinrichtung Brunichilds, Kupferstich von Paul Girardet nach einer Vorlage von Félix Philippoteaux (19. Jahrhundert)

Brunichild (oder Brunehilde; * um 545/550; † 613) war eine Frankenkönigin westgotischer Herkunft. 566 wurde sie die Gattin des Merowingers Sigibert I., dem sie den Sohn Childebert II. und zwei Töchter gebar. Wegen der Ermordung ihrer Schwester Gailswintha durch Sigiberts Halbbruder Chilperich I. hegte sie gegen diesen und dessen Geliebte Fredegunde eine dauerhafte Feindschaft. Nach dem Tod ihres ersten Gemahls 575 heiratete sie in einer kurzlebigen Ehe einen Sohn Chilperichs, Merowech. 
Zum zweiten Mal Witwe geworden, spielte sie ab 577 in Austrasien eine bedeutende Rolle und trat für ein starkes Königtum ein. Vorübergehend von feindlichen Aristokraten entmachtet, übernahm sie nach Chilperichs Ermordung (584) wieder die Obsorge für Childebert. 587 schlossen sie und ihr Sohn mit dem burgundischen König Guntram I. durch den Vertrag von Andelot ein wichtiges Bündnis. Nach Guntrams und Childeberts Tod 592 bzw. 596 wurde Brunichild in Austrasien und Burgund Regentin für ihre Enkel Theudebert II. und Theuderich II., musste sich jedoch dann nach Burgund zurückziehen und verlor um 602 ihren Einfluss in Austrasien. In Burgund gewann sie eine große Machtstellung und ging energisch gegen widerstrebende Adlige vor. Ihre Enkel hatten sich entzweit, wobei im folgenden Bruderkrieg schließlich Theuderich 612 die Oberhand behielt, aber schon im folgenden Jahr starb. Als Brunichild nun ihren unmündigen Urenkel Sigibert II. zum König proklamieren ließ und für ihn die Regentschaft übernahm, riefen rebellische austrasische Große Fredegundes Sohn Chlothar II. zu Hilfe, der nach der kampflosen Auflösung der gegen ihn entsandten burgundischen Armee Herr des gesamten Merowingerreichs wurde und Brunichild grausam hinrichten ließ.

## Leben

### Herkunft und erste Ehe mit Sigibert I.
Brunichild war die jüngere Tochter von zwei Töchtern des Westgotenkönigs Athanagild und der Königin Goswintha (Goiswintha). Sie wuchs am Hof von Toledo auf und wurde im arianischen Glauben erzogen.

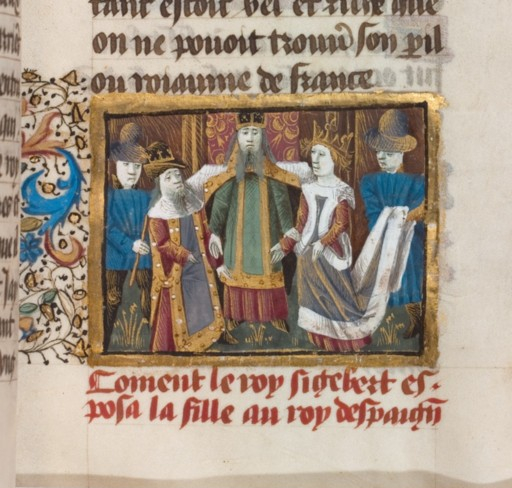
Hochzeit von Sigibert und Brunehaut in Reims

566 warb der Merowinger Sigibert I., ein Sohn Chlothars I. und König des fränkischen Ostreichs (Austrasien), durch eine nach Toledo geschickte Gesandtschaft um die Hand Brunichilds. Deren Vater Athanagild war einverstanden und sandte seine Tochter mit reichen Geschenken zu ihrem Bräutigam. Sigiberts Hausmeier Gogo geleitete Brunichild nach Reims, wo die Hochzeit stattfand. Zu diesem festlichen Ereignis lud Sigibert auch die Adligen seines Reichs ein, wohl um deren Zustimmung zur Heirat mit der westgotischen Prinzessin zu erhalten, deren körperliche und geistige Vorzüge Venantius Fortunatus, Bischof von Poitiers, in einem Gedicht preist. In der Folge trat Brunichild zum katholischen Glauben der Franken über, welchen Schritt der Klerus begrüßte. Gregor von Tours, eine der Hauptquellen zur Geschichte Brunichilds, gibt an, dass Sigibert sich mit Bedacht eine Königstochter ausgesucht hatte, um dadurch im Gegensatz zu seinen Brüdern eine standesgemäße Ehe einzugehen. Brunichild gebar ihrem Gatten einen Sohn, Childebert II., und zwei Töchter, Ingund und Chlodoswinth.
Chilperich I., König von Neustrien, folgte bald darauf dem Beispiel seines mit ihm verfeindeten Halbbruders Sigibert und ehelichte Brunichilds ältere Schwester Gailswintha. Allerdings trennte er sich nicht von seiner Geliebten Fredegunde, und Gailswintha drohte, den untreuen König zu verlassen. Auf Betreiben Fredegundes ließ Chilperich Gailswintha um 570 durch einen Diener ermorden. Chilperich verband sich nun definitiv mit Fredegunde und heiratete sie. Daraus resultierte eine lebenslange persönliche Feindschaft zwischen den Königinnen Brunichild und Fredegunde, die den wegen Erbstreitigkeiten bei den Reichsteilungen von 561 und 567 bestehenden Konflikt zwischen ihren Ehemännern Sigibert und Chilperich verschärfte.
In dem bald ausbrechenden Bürgerkrieg kam es zu wechselvollen Kämpfen. 575 begann Sigibert nach einem erneuten Angriff Chilperichs eine erfolgreiche Gegenoffensive und eroberte Paris; Chilperich musste sich in Tournai verschanzen. Sigibert sollte in Vitry-en-Artois anstelle seines feindlichen Halbbruders zum König Neustriens ausgerufen werden, doch zwei von Fredegunde gedungene Mörder töteten ihn Ende 575. Nun gewann Chilperich die ihm von seinem Halbbruder abgenommenen Gebiete zurück, nahm die in Paris befindliche Brunichild gefangen, eignete sich ihren Königsschatz an und schickte sie in die Verbannung nach Rouen. Ihre Töchter ließ er in Meaux in Gewahrsam halten. Herzog Gundowald rettete jedoch Brunichilds kleinen Sohn Childebert und ließ ihn zum austrasischen König erheben. Als Regent fungierte bis 581 in Austrasien der Hausmeier Gogo, der bereits zuvor eine wichtige Rolle am Hof gespielt hatte.

### Zweite Ehe mit Merowech
Als Merowech, zweiter Sohn Chilperichs und dessen erster Gemahlin Audovera, der sich von seinem Vater entfremdet hatte, nach Rouen kam, nahm er im Jahr 576 – mit Billigung des Bischofs Praetextatus von Rouen – die verwitwete Stieftante Brunichild zur Gemahlin. Als Chilperich davon erfuhr, eilte er nach Rouen. Das in die St. Martinskirche geflüchtete Paar verließ diese erst nach dem von Chilperich abgelegtem Versprechen, die Brautleute nicht zu trennen. Entgegen seiner Versicherung ließ Chilperich seinen Sohn in Soissons inhaftieren. Als er zum Kleriker geweiht werden sollte, gelang Merowech die Flucht, doch dürfte Brunichild nicht in der Lage oder willens gewesen sein, ihm austrasische Hilfe zu vermitteln. Bei seiner drohenden Gefangennahme ließ sich Merowech 577 von einem Vertrauten erstechen. Brunichild konnte nach Metz an den Hof ihres Sohns Childebert fliehen.

### Einflussreiche Position in Austrasien; Konflikte mit oppositionellen Adligen und Chilperich
Nach dem Tod Sigiberts I. vermochte insbesondere der austrasische Adel seine Macht gegenüber der royalen Dynastie zu steigern. Brunichild, deren politisches Wirken nach ihrer Rückkehr nach Austrasien in den frühmittelalterlichen Quellen allmählich deutlicher erkennbar wird, kämpfte gegen oppositionelle Adlige für die Rechte des Königtums. Brunichilds kleiner Sohn Childebert war 577 von seinem Onkel, dem burgundischen König Guntram I., adoptiert und zum Erben von dessen Reich eingesetzt worden. Die Regierungsgeschäfte für Childebert leiteten zunächst vor allem der bereits erwähnte Gogo (der 581 verstarb), der schon zuvor eine wichtige Rolle am Hof gespielt hatte, und Herzog Lupus von Champagne, ein Vertrauter Brunichildes. Wie stark der Einfluss der Königinwitwe selbst war, ist unsicher.
Brunichild verheiratete 579 ihre Tochter Ingund mit Hermenegild, dem älteren Sohn des Westgotenkönigs Leovigild. 581 gelangte eine Brunichild feindlich gesinnte Adelsgruppe an die Macht; an ihrer Spitze stand Bischof Egidius von Reims. Sie trat für ein gegen Guntram gerichtetes Bündnis mit Chilperich ein. Herzog Lupus wurde entmachtet; und Brunichild konnte nicht die Plünderung von dessen Gütern verhindern. So dürfte sie damals wenig politischen Einfluss gehabt haben. Bei einem 583 zwischen dem Regentschaftsrat um Bischof Egidius und Chilperich vereinbarten gemeinsamen Angriff auf Guntram kam es zur Rebellion gegen die austrasische Regierung, so dass der nun allein gelassene Chilperich die Attacke auf Guntram einstellen musste. In der Folge verloren die Verfechter eines Bündnisses Austrasiens mit Chilperich an Einfluss.
Im September oder Oktober 584 fiel Chilperich einem Mordanschlag zum Opfer. Die Urheber des Anschlags sind unbekannt. Laut der Fredegarchronik soll Brunichild die Anstifterin dieses Attentats gewesen sein; allerdings ist seine Einstellung gegenüber der Königinwitwe äußerst negativ. Jedenfalls verbesserte sich ihre Machtstellung durch Chilperichs Tod deutlich. Sie übernahm 585 wieder die Obsorge für ihren Sohn Childebert, löste die vom Nachfolger Gogos, dem ihr gegenüber oppositionell eingestellten Hausmeier Waldelenus, betriebene Verlobung Childeberts mit Theudelinde, einer Tochter des Baiernherzogs Garibald I., und arrangierte stattdessen für ihn eine Ehe mit Faileuba, einer Frau unbekannter Herkunft. Childebert war bereits im gleichen Jahr für mündig erklärt worden. Das Verhältnis Brunichilds zu ihrer Schwiegertochter blieb sehr gut.
Inzwischen war Brunichilds Schwiegersohn Hermenegild, der sich gegen seinen Vater erhoben hatte, 584 ermordet und seine von den Byzantinern verschleppte Gattin Ingund 585 unterwegs in Nordafrika verstorben. Ingund hatte einen Sohn Athanagild geboren, und Brunichild ersuchte in vier erhaltenen Briefen an byzantinische Kaiserinnen um die Rückkehrerlaubnis ihres Enkels nach Frankreich.

### Beziehungen zu Guntram von Burgund; Vertrag von Andelot
Nach der Geburt von zwei Söhnen Childeberts, Theudebert II. und Theuderich II., zettelten oppositionelle Große, denen der immer stärkere Einfluss Brunichilds auf ihren Sohn ein Dorn im Auge war, im Jahr 587 eine Verschwörung gegen das Leben des Königs an. An der Spitze der Verschwörer standen Herzog Rauching sowie Ursio und Bertefred. Sie beabsichtigten nach Childeberts Ermordung die Regentschaft für dessen minderjährige Söhne zu führen. Das Komplott schlug jedoch fehl. Bald danach schlossen Brunichild, Childebert und Guntram unter Einbeziehung vieler Adliger und des Klerus im November 587 den Vertrag von Andelot, der die Beziehungen zwischen den merowingischen Teilreichen Austrasien und Burgund regelte und für einige Zeit Frieden brachte. Childebert und Guntram setzten einander zu Erben ein für den Fall, dass einer von ihnen starb, ohne Söhne zu hinterlassen. Guntram übernahm auch eine Schutzfunktion für Brunichild, deren Anrecht auf Sühne für ihre ermordete Schwester Gailswintha im Vertrag anerkannt wurde. Den Großen des Reichs sollte es nicht mehr möglich sein, die Vormundschaft für die Söhne Childeberts zu übernehmen. Brunichild und Guntram traten also in dem Vertrag gegen die Ansprüche der Aristokratie für ein starkes Königtum ein, hatten aber viele Adlige und Bischöfe an dem Treffen in Andelot beteiligt, da letztlich der Vertrag ohne deren mehrheitliche Zustimmung nicht umzusetzen war.
Laut Gregor von Tours kam es 589 zu einer erneuten Verschwörung führender Adliger Austrasiens, welche die Machtstellung Brunichilds missbilligten. Auch dieses Komplott scheiterte. In diese Zeit fiel ihre Gründung des großen Klosters Saint-Martin in Autun und zweier weiterer in der Stadt.
Guntram starb am 28. März 592, woraufhin Childebert gemäß dem Vertrag von Andelot neuer König in Burgund wurde und dieses mit Austrasien vereinigte. Ab diesem Zeitpunkt wird das spärliche und öfters verzerrte Informationen liefernde vierte Buch der Chronik Fredegars – wegen des Abbrechens der Aufzeichnungen Gregors von Tours – die Hauptquelle zum Leben Brunichilds. Diese hat den nächsten zwei Jahrzehnten sehr deutlich das Siegel ihrer Persönlichkeit und ihres politischen Einflusses aufgedrückt. Allerdings erhöhte sich in dieser Zeitspanne auch die Macht des Adels weiter, der mehrere erfolgreiche Maßregeln gegen sie durchsetzen konnte. In Neustrien behauptete sich auch Fredegunde, die als Regentin für ihren minderjährigen Sohn Chlothar II. fungierte, gegen Angriffe Childeberts.

### Regentschaft in Austrasien und Burgund
Als Childebert im März 596 im Alter von 26 Jahren starb, übernahm Brunichild die Regentschaft für ihre minderjährigen Enkel Theudebert II., der Austrasien mit der Residenz Metz erhielt, sowie Theuderich II, dem das Teilreich Burgund mit der Hauptstadt Chalon zugewiesen wurde. Laut dem Liber Historiae Francorum (Kolumne 37), einer weiteren wichtigen Quelle für die Geschichte des merowingischen Frankenreichs im 7. Jahrhundert, habe aber Brunichild ihren Enkel Theuderich gegen seinen Bruder Theudebert aufgewiegelt, weil Letzterer nicht der Sohn von Childeberts Gattin Faileuba gewesen sei.
Nach dem Tod Childeberts hatten unterdessen Fredegunde und ihr 13-jähriger Sohn Chlothar II. Paris und andere Städte nördlich der Loire besetzt und eine im Namen von Brunichilds Enkeln gegen sie entsandte Armee besiegt. Kurz darauf starb Fredegunde im Jahr 597.
Wie insbesondere aus Briefen von Papst Gregors des Großen hervorgeht, übte Brunichild als Regentin für ihre beiden Enkel maßgeblichen Einfluss in Austrasien und Burgund aus. In einem an die beiden unmündigen Könige gerichteten Schreiben bat er etwa im Juli 596 ausdrücklich nur Brunichild um Schutz und Unterstützung des Bischofs Augustinus von Canterbury für dessen Mission in England. In einem 599 verfassten Brief bemerkte der Papst, dass Brunichild die Würde des weltlichen Königtums führe, also als Regentin nach Gregors Meinung tatsächlich und nicht nur nominell große Herrschaftsbefugnisse besaß. Aus einem weiteren Schreiben Gregors aus dem Jahr 599 geht hervor, dass offenbar die Abhaltung einer Reichssynode an die Einwilligung Brunichilds geknüpft war.
Es ist jedoch schwierig, eine differenzierte Beurteilung der Regentschaft Brunichildes vorzunehmen, da die hierüber berichtenden Primärquellen einseitig negativ gegenüber ihr gefärbt sind. Hatte Gregor von Tours sie noch eher positiv charakterisiert, weist die vom Westgotenkönig Sisebut bald nach 613 geschriebene Biographie des Bischofs Desiderius von Vienne eine sehr ablehnende Tendenz auf. Demnach habe Brunichild den Prälaten wegen seiner Frömmigkeit verabscheut, bis er nach zweimaliger Absetzung 603 gesteinigt worden sei. Jonas von Bobbio übernahm in seiner Vita des Abts Columban dieses Brunichild-feindliche Bild, und seine Darstellung der Königinwitwe floss in die Bewertung Brunichilds durch Fredegar ein. Daher ist Vorsicht bei der Auswertung der Primärquellen geboten.

### Vertreibung nach Burgund; Rolle im Konflikt zwischen Theudebert II. und Theuderich II.
599 sei Brunichild, wie Fredegar behauptet, von ihren adligen Feinden aus Austrasien vertrieben worden und, von einem Bauern geleitet, zu Theuderich II. nach Burgund geflohen. Etliche Historiker bezweifeln aber diese Angaben, da Brunichild noch bis 602 in Austrasien Einfluss ausüben konnte und die Beziehungen ihrer Enkel in diesem Zeitraum weiterhin intakt waren. So siegten Theudebert und Theuderich 600 gemeinsam bei Dormelles entscheidend über Chlothar II., der daraufhin einen beträchtlichen Gebietsverlust hinnehmen musste.
In Burgund gewann Brunichild eine große Machtstellung und kämpfte für eine starke monarchische Gewalt. Dabei stützte sie sich im Konflikt mit dem fränkischen Adel, den sie auch in Burgund zurückzudrängen versuchte, auf die dort vorhandene breite romanische Senatorenschicht. Auf ihren Befehl soll der patricius Aegyla getötet worden sein, um sein Vermögen dem Staatsschatz übereignen zu können. Auch habe sie Bischof Desiderius von Vienne 602 auf einer Synode in Châlons-sur-Marne absetzen und bald danach steinigen lassen, da er ihrer Herrschaftsausübung hinderlich gewesen sei, und eine Intrige gegen den Hausmeier Bertoald gesponnen, weil sie dessen Amt ihrem Favoriten, dem Galloromanen Protadius, übertragen wollte. Protadius fungierte aber nur kurze Zeit im Amt, da er noch 605 ermordet wurde. Seine Nachfolge trat der Gallorömer Claudius an, der aber nur für 606 sicher belegt ist. Beide waren Günstlinge Brunichildes, die mit diesen Ernennungen auch ein Gegengewicht zu den fränkischen Großen schaffen wollte, die ihr ablehnend gegenüberstanden.
Ab 602 verlor Brunichild ihren Einfluss in Austrasien und damit ihre dortige Stellung als Regentin. Das Verhältnis ihrer Enkel trübte sich seit diesem Zeitpunkt. Die Quellen geben Brunichild dafür die Schuld; sie habe Theuderich gegen Theudebert aufgehetzt. Wahrscheinlicher ist indessen, dass sich die Brüder bereits damals um den Besitz des Saintois, Elsass und Thurgau zankten. Jedenfalls wäre 605 fast ein Krieg zwischen ihnen ausgebrochen, wenn sich das Heer nicht quergestellt hätte. Die Gefolgsleute Theuderichs forderten ihn auf, einen friedlichen Ausgleich mit seinem Bruder zu suchen, und als Protadius, der inzwischen Bertoald als Hausmeier nachgefolgt war, weiterhin auf eine kriegerische Lösung drang, büßte er dies mit seinem Leben.
Theuderich trat nun in freundschaftliche Beziehungen zu Chlothar II. und warb 607 durch eine Gesandtschaft um die Hand von Ermenberga, einer Tochter des Westgotenkönigs Witterich. Ermenberga reiste daraufhin zu Theuderich, der sie aber unter Bruch eines geleisteten Eides bald wieder verstieß. Brunichild soll ihren Enkel zu diesem Schritt veranlasst haben. Jonas von Bobbio führt zur Begründung an, dass Brunichild besorgt gewesen sei, dass ihre Würde bei Hof nach Vertreibung der Konkubinen, die Theuderich bisher gehabt hatte, durch die Anwesenheit einer legitimen Königin geschmälert werde. Allerdings hatte Brunichild offenbar selbst die Ehe ihres Enkels mit der Westgotin gefördert, da ihr Vertrauter Bischof Arigius von Lyon jener Delegation vorstand, die Ermenberga von ihrem Vater abholte. Jonas wirft Brunichild auch vor, die Verhältnisse Theuderichs mit Konkubinen gefördert zu haben. Abt Columban habe entgegen dem Wunsch Brunichilds den aus diesen Beziehungen Theuderichs geborenen Nachwuchs nicht segnen wollen, weil, wie er sich ausdrückte, diese Kinder aus dem Bordell hervorgegangen seien. Wegen Columbans Weigerung habe Brunichild den Heiligen ausweisen lassen.
612 kam es zum Endkampf zwischen den beiden Enkel Brunichilds. Theuderich schlug seinen Bruder Theudebert zunächst bei Toul, dann bei Zülpich. Theudebert wurde gefangengesetzt und bald getötet. Kurz danach wollte Theuderich einen Krieg mit Chlothar II. beginnen, starb jedoch zuvor 613 nur 25-jährig in Metz an der Ruhr. Laut der unglaubwürdigen Erzählung des Liber Historiae Francorum sei er hingegen von Brunichild vergiftet worden, weil er seine Nichte zu ehelichen beabsichtigt habe.

### Tod
Nun ließ die damals in Metz anwesende Brunichild ihren Urenkel Sigibert II., den etwa 11-jährigen ältesten Sohn Theuderichs, unter Ausschluss seiner Brüder zum König erheben und versuchte in seinem Namen zu regieren. Einflussreiche austrasische Adlige, die von Pippin dem Älteren und Arnulf von Metz, den Stammvätern der Karolinger, angeführt wurden, rebellierten jedoch und riefen Chlothar II. zum Angriff gegen Austrasien auf.
Chlothar eröffnete daraufhin den Krieg und antwortete auf eine ihm in Andernach übermittelte Ermahnung Brunichilds zur Umkehr, er werde sich nur einem von ausgewählten Franken in diesem Konflikt gefällten Schiedsspruch unterwerfen. Brunichild sandte Sigibert II. mit dem burgundischen Hausmeier Warnachar und anderen Aristokraten nach Thüringen, wo sie neue Streitkräfte rekrutieren sollten. Laut dem allein über diese Vorgänge berichtenden Fredegar neigte Warnachar aber Chlothar zu, weshalb Brunichild seine Tötung angeordnet habe. Rechtzeitig gewarnt habe der Hausmeier daraufhin die geplante Truppenaushebung vereitelt und den burgundischen Adel und Klerus davon überzeugt, Brunichild und Theuderichs Söhne zu vernichten. Ist auch das angeblich auf Warnachar geplante Attentat als Motiv für seinen Widerstand gegen Brunichild fraglich, so dürfte doch insoweit Fredegar Glauben zu schenken sein, dass viele burgundische Große Brunichilds Herrschaft vehement ablehnten. Sie hatte es also nicht verstanden, diese einflussreichen Persönlichkeiten für sich zu gewinnen.
Es gelang Brunichild und Sigibert II., eine Armee gegen Chlothar zusammenzuziehen; sie löste sich jedoch auf, als sie bei Châlons-sur-Marne auf die gegnerischen Truppen stieß. Brunichild floh, wurde aber in Orbe vom Kämmerer Herpo ergriffen und in Rionne dem Sieger ausgeliefert. So konnte Chlothar das Frankenreich kampflos unter seiner Herrschaft wiedervereinigen. Er ließ Sigibert und dessen Bruder Corbus töten. 

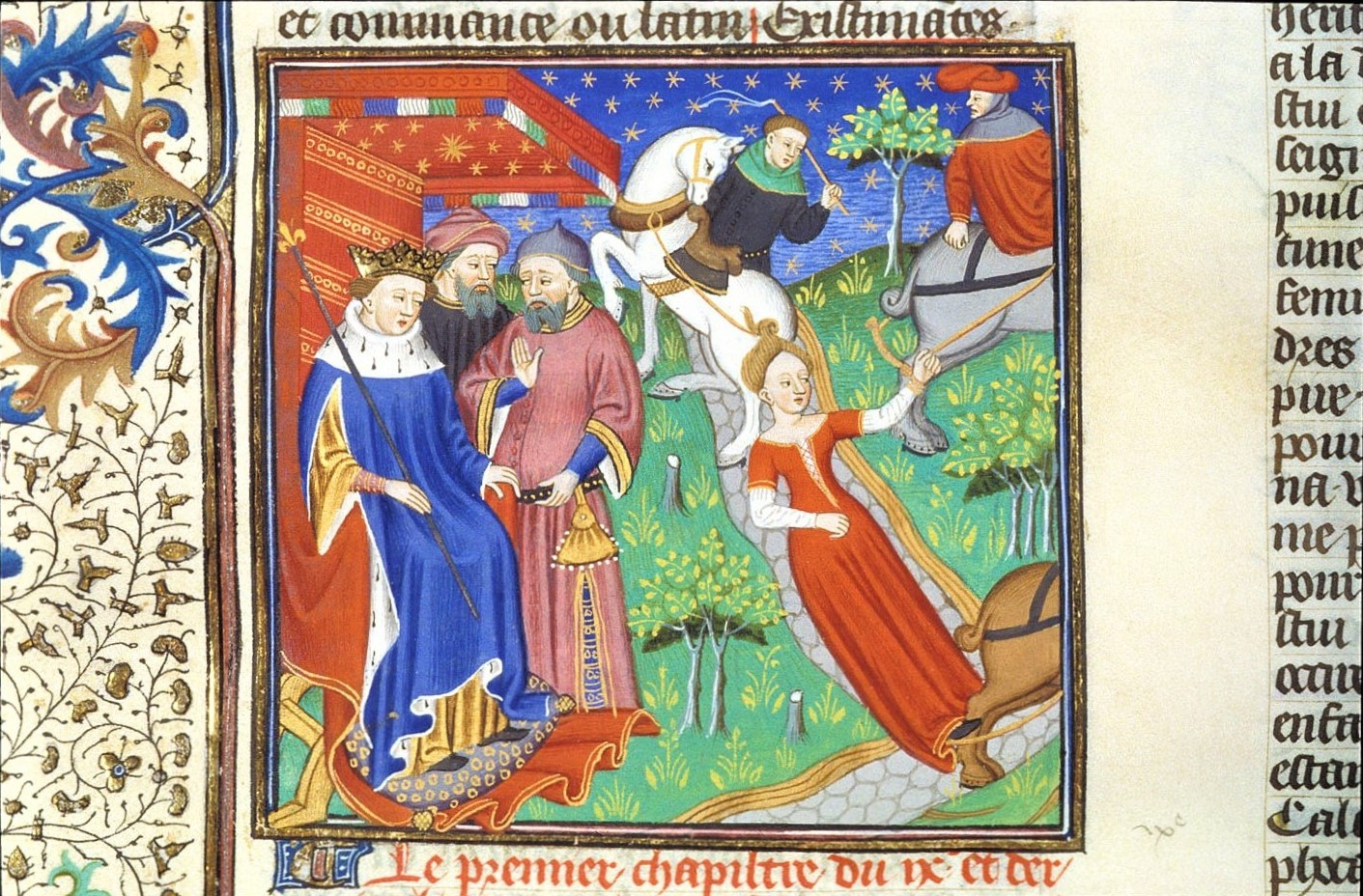
Tod Brunchildes in der Miniaturmalerei (15. Jh.)

Außerdem machte er Brunichild für alle kriegerischen Konflikte zwischen den Merowingern der letzten 38 Jahre verantwortlich, um so sein Vorgehen gegen sie zu legitimieren. Auf seine Anordnung wurde Brunichild drei Tage lang gefoltert; dann musste sie sich auf einem Kamel reitend dem Heer zur Schau stellen. Schließlich ließ Chlothar sie mit dem Haupthaar, einem Fuß und einem Arm an den Schwanz eines wilden Pferds binden, woraufhin sie bei dessen schnellem Galopp zu Tode geschleift und in Stücke gerissen wurde. Auf diese grausame Weise starb die alte Königinwitwe 613 und wurde von ihren Anhängern ihrem Wunsch gemäß in der Marienkrypta des Martinsklosters von Autun begraben, das nicht erhalten ist. Sie hatte nicht nur dieses Kloster, sondern auch weitere Gotteshäuser in Autun gegründet und erscheint in den Briefen Papst Gregors des Großen als bedeutende Patronin der gallischen Kirche.
Der Untergang Brunichilds, mit dem ihre Sippe definitiv ausgeschaltet wurde, war ein Sieg des fränkischen Adels über die Idee des Zentralismus und eines mächtigen Königtums. Die heftige Gegnerschaft, die Brunichilds Auftreten in weiten Kreisen hervorrief, spiegelt sich in der teils sehr negativen und verzerrten Darstellung ihrer Rolle in den Quellen.
Immer wieder wird spekulativ Brunichild als Vorbild der Brünhild im Nibelungenlied erwogen. Ihr Name lebt in Frankreich im Namen von Straßen, Burgen, Türmen usw. fort.